# Seiji Ueda
Seiji Ueda (jap. 上田 清二, Ueda Seiji, * 1952) ist ein japanischer Astronom.
Im Zeitraum von 1987 bis 2000 hat Seiji Ueda gemeinsam mit seinem Kollegen Hiroshi Kaneda 705 Asteroiden entdeckt.
Im Jahre 2016 waren beide damit auf Platz 23 der Liste der erfolgreichsten Asteroidenentdecker.
Ueda hat einen M.D. und Ph.D. der Stanford University und ist Mitglied der Gruppe an der Sōgō Kenkyū Daigakuin Daigaku (engl. Graduate University for Advanced Studies) in Japan.
Nach ihm ist der Asteroid (4676) Uedaseiji benannt.